# Hemiercus kastoni
Hemiercus kastoni là một loài nhện trong họ Theraphosidae.
Loài này thuộc chi Hemiercus. Hemiercus kastoni được Lodovico di Caporiacco miêu tả năm 1955.